# Lilakapjufferduif
De lilakapjufferduif (Ptilinopus coronulatus) is een vogel uit de familie Columbidae (duiven).

## Verspreiding en leefgebied
Deze soort is endemisch in Nieuw-Guinea en telt vijf ondersoorten:
- P. c. trigeminus: Salawati en de westelijke Vogelkop (noordwestelijk Nieuw-Guinea).
- P. c. geminus: Japen en noordwestelijk Nieuw-Guinea.
- P. c. quadrigeminus: noordoostelijk Nieuw-Guinea, Manam en Kairiru.
- P. c. huonensis: de noordkust van zuidoostelijk Nieuw-Guinea.
- P. c. coronulatus: de zuidkust van Nieuw-Guinea en de Aru-eilanden.